# Милес, Василий Золтанович
Василий Золтанович Милес (2 октября 1946, Мукачево) — советский футболист венгерского происхождения. Нападающий. Младший брат вратаря Золтана Милеса. Мастер спорта СССР.
Первый тренер — В. И. Бризжак.
В Высшей лиге провёл 8 матчей в составе донецкого «Шахтёра». Один из лучших бомбардиров в истории ФК «Локомотив» (Калуга), рекордсмен команды по количеству голов в Кубках СССР/РСФСР/России — 8. Прославился неоднократными прямыми голами с углового ударом «сухой лист». В 1973 году принимал участие в матче «Локомотива» против сборной СССР.Чемпион РСФСР 1977 года.
Карьеру игрока завершил в нальчикском «Спартаке».
Сын — Ласло (род. 1973).